# Janusbogen

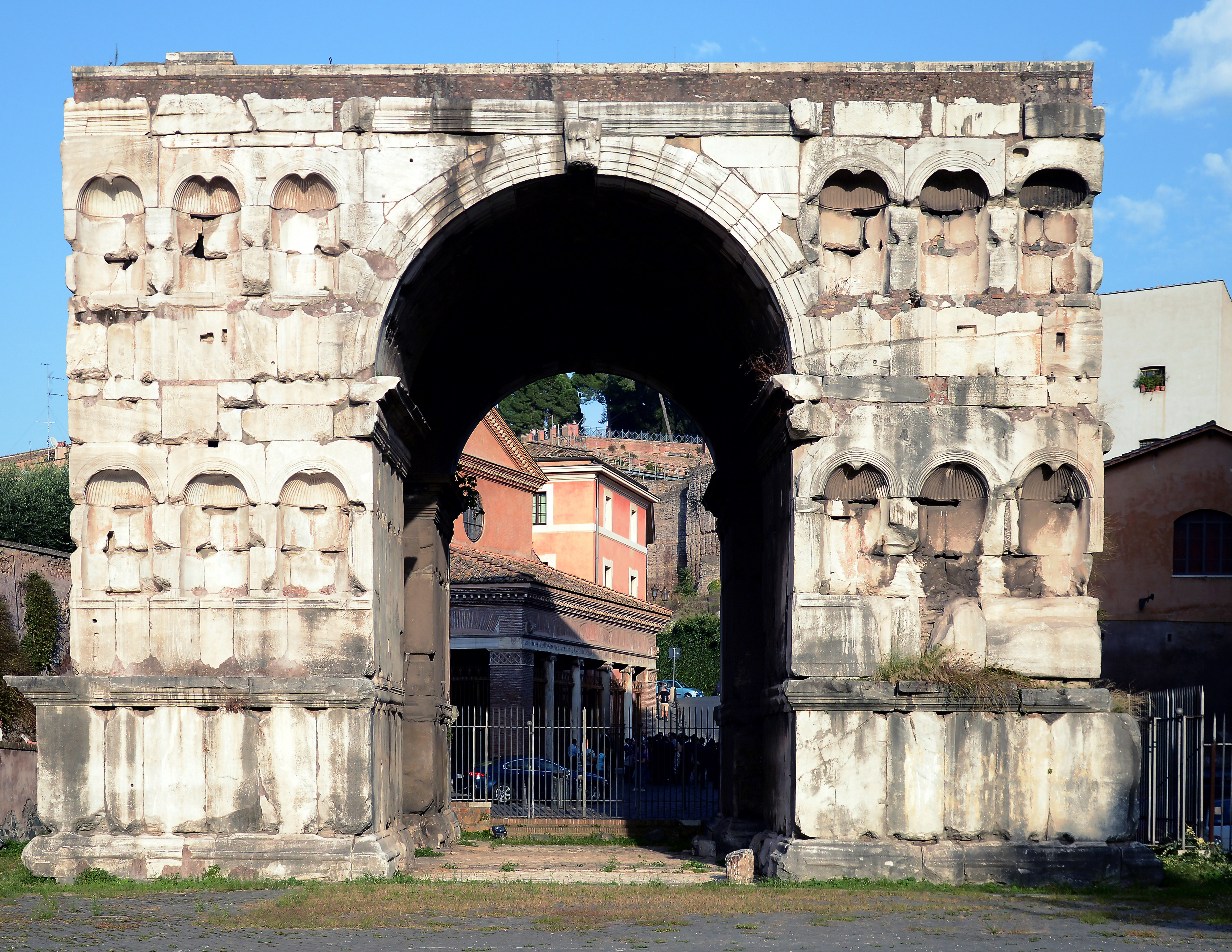
Der Janusbogen heute

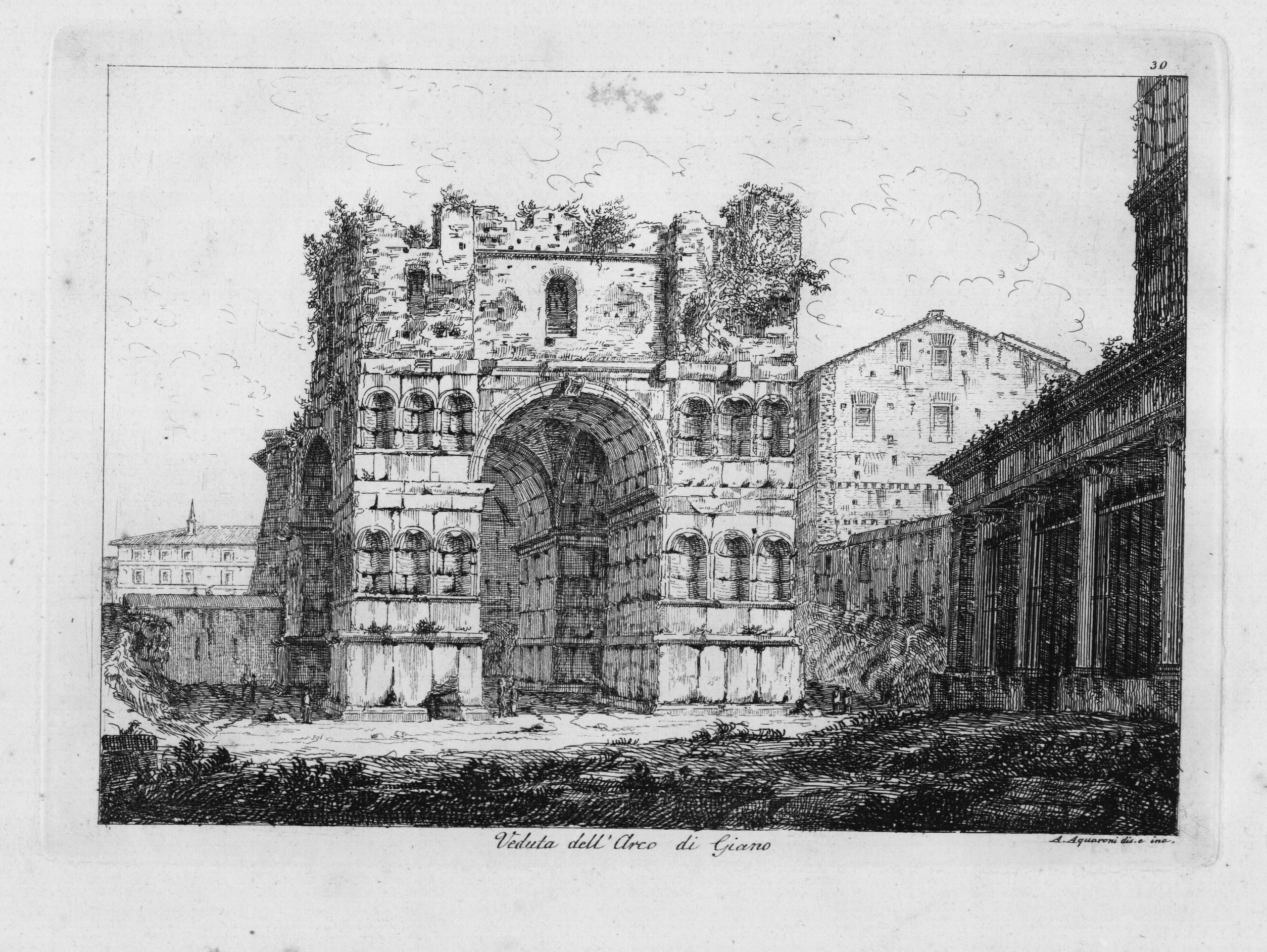
Alter Stich, rechts im Bild das Portal von St. Giorgio di Velabro; die Attika ist hier noch erkennbar

Der Janusbogen (auch Bogen des Janus, italienisch: Arco di Giano) ist ein antikes Monument in Rom. Es handelt sich um ein sogenanntes Quadrifrons (oder griechisch Tetrapylon), ein vierseitiges Bauwerk mit quadratischem Grundriss, das aus Ziegelsteinen und römischem Beton (Opus caementicium) errichtet und mit Marmor verkleidet wurde.
Im antiken Rom stand der 16 Meter hohe Bau an prominenter Stelle am nördlichen Ende des Forum Boarium in der Gegend des Velabrum. Zunächst glaubten die Historiker, hier einen Tempel des Janus erkennen zu können. Obwohl sich diese Annahme inzwischen als falsch herausgestellt hat, blieb der vermutlich aus der Renaissance stammende Name Ianus Quadrifrons erhalten.
Später deutete man das Bauwerk als Ehrenbogen, der im 4. Jahrhundert zu Ehren von Kaiser Konstantin von Constantius II. errichtet worden sei. Ein bautechnischer Vergleich mit dem Heidentor bei Carnuntum ergab, dass beide Quadrifrontes nach demselben Planungsschema errichtet wurden.
Heute nimmt man an, dass das Monument eine überdachte Straßenkreuzung mitten auf der Via del Velabro über der Cloaca Maxima war, von der Straßen nach vier Seiten hin abgingen. Wie fast alle öffentlichen Orte in Rom war das Bauwerk ein Treffpunkt für Händler, die es auch als Unterstand benutzen konnten.
Der bauplastische Schmuck des Janusbogens bestand überwiegend aus Spolien. In jeder der vier 12 Meter breiten Fassaden sind zwölf Mauernischen für Ehrenstatuen eingelassen. Die Schlusssteine der vier Torbögen schmückte jeweils eine weibliche Gottheit: Roma, Minerva sowie vermutlich Juno und Ceres.
Im Mittelalter war der Janusbogen Bestandteil der Burg der Familie Frangipani. 1830 wurde die ursprüngliche Form wiederherstellt. Dabei wurde die originale Attika ungewollt zerstört. Fragmente des Bogens (z. B. Teile der Weiheinschrift der Attika) sind in der benachbarten Kirche San Giorgio in Velabro erhalten.